# 薩摩郡
- 令制国一覧 > 西海道 > 薩摩国 > 薩摩郡
- 日本 > 九州地方 > 鹿児島県 > 薩摩郡

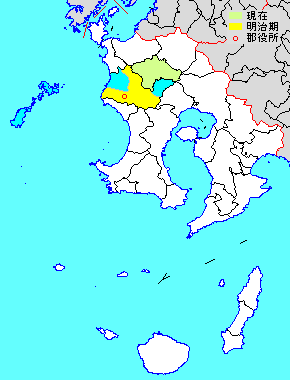
鹿児島県薩摩郡の位置（緑：さつま町 薄緑・水色：後に他郡から編入した区域）

薩摩郡（さつまぐん）は、鹿児島県（薩摩国）の郡。
人口18,235人、面積303.9km²、人口密度60人/km²。（2025年2月1日、推計人口）
以下の1町を含む。
- さつま町（さつまちょう）

## 郡域
1879年（明治12年）に行政区画として発足した当時の郡域は、薩摩川内市の大部分（下記の区域を除く）にあたる。
- 川内川以北かつ大小路町、国分寺町、高城町、陽成町、湯田町以西
- 東大小路町・原田町・運動公園町・城上町の各一部
- 祁答院町各町・上甑町各町・下甑町各町・里町里・鹿島町藺牟田

## 歴史

### 近世以降の沿革
- 明治初年時点では全域が薩摩鹿児島藩領であった。「旧高旧領取調帳」に記載されている、同時点での村は以下の通り[注 1]。全域が現・薩摩川内市。（33村）
  - 入来郷 - 浦之名村、副田村
  - 樋脇郷 - 倉野村、塔之原村、市比野村、久住村、中村、楠元村
  - 百次郷 - 百次村、田崎村
  - 山田郷 - 山田村
  - 平佐郷 - 平佐村、天辰村
  - 隈之城郷 - 東手村、西手村、宮里村
  - 高江郷 - 高江村、久見崎村、寄田村
  - 中郷 - 中郷村
  - 東郷 - 田海村、宍野村、南瀬村、山田村、鳥丸村、白浜村、藤川村、斧淵村、船倉村[1]
  - 串木野郷（一部） - 羽島村
  - 山崎郷（一部） - 白男川村[注 2]、二渡村[注 2]、泊野村[注 2]
- 明治2年（1869年） - 百次郷と山田郷が合併し永利郷となる。樋脇郷の久住村・中村・楠元村が平佐郷へ移管される。
- 明治3年（1870年） - 中郷が東郷に編入される。
- 明治4年7月14日（1871年8月29日） - 廃藩置県により鹿児島県の管轄となる。
- 明治12年（1879年）2月17日 - 郡区町村編制法の鹿児島県での施行により、行政区画としての薩摩郡が発足。「宮之城郡役所」が伊佐郡屋地村に設置され、同郡および大隅国菱刈郡とともに管轄。
- 明治14年（1881年）7月28日 - 出水郡[注 3]・高城郡・伊佐郡[注 4]・甑島郡とともに「隈之城郡役所」の管轄となる。
- 明治10年代（2町33村）
  - 東手村の一部が分立して向田町となる。
  - 平佐村の一部が分立して白和町となる。

### 町村制以降の沿革

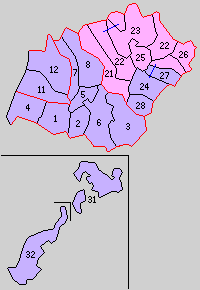
1.隈之城村 2.永利村 3.入来村 4.高江村 5.平佐村 6.樋脇村 7.下東郷村 8.上東郷村 11.東水引村・西水引村 12.高城村 21.山崎村 22.宮之城村 23.鶴田村 24.大村 25.佐志村 26.永野村 27.黒木村 28.藺牟田村 31.上甑村・里村 32.下甑村（紫：薩摩川内市 桃：さつま町）

- 明治22年（1889年）4月1日 - 町村制の施行により、各郷に隈之城村、永利村、入来村、高江村、平佐村、樋脇村、下東郷村［東郷のうち中郷村・田海村・白浜村］、上東郷村［東郷のうち斧淵村・船倉村・宍野村・鳥丸村・藤川村・南瀬村・山田村］が発足。ただし、串木野郷1村が日置郡串木野村、山崎郷3村が南伊佐郡山崎村のそれぞれ一部となる。（8村）
- 明治30年（1897年）4月1日 - 郡制の施行のため、「隈之城郡役所」が管轄する薩摩郡・高城郡・南伊佐郡・甑島郡の区域をもって、改めて薩摩郡が発足[2]。以下の各村が本郡の所属となる。（22村）
  - 旧・高城郡 - 東水引村、西水引村、高城村（現・薩摩川内市）
  - 旧・南伊佐郡 - 山崎村、宮之城村、鶴田村（現・さつま町）、大村（現・薩摩川内市、さつま町）、佐志村、永野村（現・さつま町）、黒木村、藺牟田村（現・薩摩川内市）
  - 旧・甑島郡 - 上甑村、下甑村、里村（現・薩摩川内市）
- 明治31年（1897年）4月1日 - 郡制を施行。
- 大正9年（1919年）7月1日 - 宮之城村が町制施行して宮之城町となる。（1町21村）
- 大正11年（1922年）4月1日 - 宮之城町が廃止され、一部（求名）に求名村、残部に改めて宮之城町が発足[3]。（1町22村）
- 大正12年（1923年）4月1日 - 郡会が廃止。郡役所は存続。
- 大正15年（1926年）7月1日 - 郡役所が廃止。以降は地域区分名称となる。
- 昭和4年（1929年）5月20日 - 隈之城村・東水引村・平佐村が合併して川内町が発足。（2町19村）
- 昭和8年（1933年）7月1日 - 西水引村が改称して水引村となる。
- 昭和15年（1940年）
  - 2月11日 - 川内町が市制施行して川内市となり、郡より離脱。（1町19村）
  - 11月10日 - 樋脇村が町制施行して樋脇町となる。（2町18村）
- 昭和23年（1948年）10月1日 - 入来村が町制施行して入来町となる。（3町17村）
- 昭和24年（1949年）
  - 2月1日 - 大村の一部（北方・南方）が分立して中津川村が発足。（3町18村）
  - 4月1日 - 下甑村の一部（藺牟田）が分立して鹿島村が発足。（3町19村）
- 昭和26年（1951年）4月1日 - 水引村が川内市に編入。（3町18村）
- 昭和27年（1952年）12月1日 - 上東郷村が町制施行・改称して東郷町となる。（4町17村）
- 昭和28年（1953年）11月3日 - 山崎村が町制施行して山崎町となる。（5町16村）
- 昭和29年（1954年）
  - 10月15日 - 佐志村が宮之城町に編入。（5町15村）
  - 12月1日 - 求名村・中津川村・永野村が合併して薩摩町が発足。（6町12村）
- 昭和30年（1955年）4月1日（6町9村）
  - 黒木村・大村・藺牟田村が合併して祁答院町が発足。
  - 宮之城町・山崎町が合併し、改めて宮之城町が発足。
- 昭和31年（1956年）9月30日 - 永利村・高江村が川内市に編入。（6町7村）
- 昭和32年（1957年）4月1日 - 下東郷村が分割し、一部（大字田海の一部[注 5]）が高城村、一部（大字田海の一部[注 6]）が東郷町、残部（大字中郷・白浜および大字田海の残部）が川内市にそれぞれ編入。（6町6村）
- 昭和35年（1960年）1月1日 - 高城村が町制施行して高城町となる。（7町5村）
- 昭和38年（1963年）4月1日 - 鶴田村が町制施行して鶴田町となる。（8町4村）
- 昭和40年（1965年）4月15日 - 高城町が川内市に編入。（7町4村）
- 平成16年（2004年）10月12日 - 樋脇町・入来町・東郷町・祁答院町・里村・上甑村・下甑村・鹿島村が川内市と合併して薩摩川内市が発足し、郡より離脱。（3町）
- 平成17年（2005年）3月22日 - 宮之城町・鶴田町・薩摩町が合併してさつま町が発足。（1町）

### 変遷表
| 旧郡     | 明治22年4月1日    | 明治22年 - 明治45年           | 大正1年 - 昭和19年           | 大正1年 - 昭和19年           | 昭和20年 - 昭和29年             | 昭和20年 - 昭和29年             | 昭和30年 - 昭和63年          | 昭和30年 - 昭和63年          | 平成1年 - 現在              | 現在       |
| -------- | ----------------- | ----------------------------- | ---------------------------- | ---------------------------- | ------------------------------- | ------------------------------- | ---------------------------- | ---------------------------- | --------------------------- | ---------- |
| 薩摩郡   | 隈之城村          | 隈之城村                      | 昭和4年5月20日 川内町        | 昭和15年2月11日 市制 川内市  | 川内市                          | 川内市                          | 川内市                       | 川内市                       | 平成16年10月12日 薩摩川内市 | 薩摩川内市 |
| 薩摩郡   | 平佐村            | 平佐村                        | 昭和4年5月20日 川内町        | 昭和15年2月11日 市制 川内市  | 川内市                          | 川内市                          | 川内市                       | 川内市                       | 平成16年10月12日 薩摩川内市 | 薩摩川内市 |
| 高城郡   | 高城郡 東水引村   | 明治29年3月29日 編入 東水引村 | 昭和4年5月20日 川内町        | 昭和15年2月11日 市制 川内市  | 川内市                          | 川内市                          | 川内市                       | 川内市                       | 平成16年10月12日 薩摩川内市 | 薩摩川内市 |
| 高城郡   | 高城郡 西水引村   | 明治29年3月29日 編入 西水引村 | 昭和8年7月1日 改称 水引村    | 昭和8年7月1日 改称 水引村    | 昭和26年4月1日 川内市に編入     | 昭和26年4月1日 川内市に編入     | 川内市                       | 川内市                       | 平成16年10月12日 薩摩川内市 | 薩摩川内市 |
| 薩摩郡   | 永利村            | 永利村                        | 永利村                       | 永利村                       | 永利村                          | 永利村                          | 昭和31年9月30日 川内市に編入 | 川内市                       | 平成16年10月12日 薩摩川内市 | 薩摩川内市 |
| 薩摩郡   | 高江村            | 高江村                        | 高江村                       | 高江村                       | 高江村                          | 高江村                          | 昭和31年9月30日 川内市に編入 | 川内市                       | 平成16年10月12日 薩摩川内市 | 薩摩川内市 |
| 薩摩郡   | 下東郷村          | 下東郷村                      | 下東郷村                     | 下東郷村                     | 下東郷村                        | 下東郷村                        | 昭和32年4月1日 川内市に編入  | 川内市                       | 平成16年10月12日 薩摩川内市 | 薩摩川内市 |
| 薩摩郡   | 下東郷村          | 下東郷村                      | 下東郷村                     | 下東郷村                     | 下東郷村                        | 下東郷村                        | 昭和32年4月1日 東郷町に編入  |                              | 平成16年10月12日 薩摩川内市 | 薩摩川内市 |
| 薩摩郡   | 下東郷村          | 下東郷村                      | 下東郷村                     | 下東郷村                     | 下東郷村                        | 下東郷村                        | 昭和32年4月1日 高城村に編入  | 昭和40年4月15日 川内市に編入 | 平成16年10月12日 薩摩川内市 | 薩摩川内市 |
| 高城郡   | 高城郡 高城村     | 明治29年3月29日 編入 高城村   | 高城村                       | 高城村                       | 高城村                          | 高城村                          | 昭和35年1月1日 町制 高城町   | 昭和40年4月15日 川内市に編入 | 平成16年10月12日 薩摩川内市 | 薩摩川内市 |
| 薩摩郡   | 上東郷村          | 上東郷村                      | 上東郷村                     | 上東郷村                     | 昭和27年12月1日 町制 東郷町     | 昭和27年12月1日 町制 東郷町     | 東郷町                       | 東郷町                       | 平成16年10月12日 薩摩川内市 | 薩摩川内市 |
| 薩摩郡   | 樋脇村            | 樋脇村                        | 昭和15年11月10日 町制 樋脇町 | 昭和15年11月10日 町制 樋脇町 | 樋脇町                          | 樋脇町                          | 樋脇町                       | 樋脇町                       | 平成16年10月12日 薩摩川内市 | 薩摩川内市 |
| 薩摩郡   | 入来村            | 入来村                        | 入来村                       | 入来村                       | 昭和23年10月1日 町制 入来町     | 昭和23年10月1日 町制 入来町     | 入来町                       | 入来町                       | 平成16年10月12日 薩摩川内市 | 薩摩川内市 |
| 甑島郡   | 甑島郡 上甑村     | 明治29年3月29日 編入 上甑村   | 上甑村                       | 上甑村                       | 上甑村                          | 上甑村                          | 上甑村                       | 上甑村                       | 平成16年10月12日 薩摩川内市 | 薩摩川内市 |
| 甑島郡   | 甑島郡 下甑村     | 明治29年3月29日 編入 下甑村   | 下甑村                       | 下甑村                       | 昭和24年4月1日 下甑村           | 昭和24年4月1日 下甑村           | 下甑村                       | 下甑村                       | 平成16年10月12日 薩摩川内市 | 薩摩川内市 |
| 甑島郡   | 甑島郡 下甑村     | 明治29年3月29日 編入 下甑村   | 下甑村                       | 下甑村                       | 昭和24年4月1日 鹿島村           | 昭和24年4月1日 鹿島村           | 鹿島村                       | 鹿島村                       | 平成16年10月12日 薩摩川内市 | 薩摩川内市 |
| 甑島郡   | 甑島郡 里村       | 明治29年3月29日 編入 里村     | 里村                         | 里村                         | 里村                            | 里村                            | 里村                         | 里村                         | 平成16年10月12日 薩摩川内市 | 薩摩川内市 |
| 南伊佐郡 | 南伊佐郡 藺牟田村 | 明治29年3月29日 編入 藺牟田村 | 藺牟田村                     | 藺牟田村                     | 藺牟田村                        | 藺牟田村                        | 昭和30年4月1日 祁答院町      | 昭和30年4月1日 祁答院町      | 平成16年10月12日 薩摩川内市 | 薩摩川内市 |
| 南伊佐郡 | 南伊佐郡 黒木村   | 明治29年3月29日 編入 黒木村   | 黒木村                       | 黒木村                       | 黒木村                          | 黒木村                          | 昭和30年4月1日 祁答院町      | 昭和30年4月1日 祁答院町      | 平成16年10月12日 薩摩川内市 | 薩摩川内市 |
| 南伊佐郡 | 南伊佐郡 大村     | 明治29年3月29日 編入 大村     | 大村                         | 大村                         | 昭和24年2月1日 大村             | 昭和24年2月1日 大村             | 昭和30年4月1日 祁答院町      | 昭和30年4月1日 祁答院町      | 平成16年10月12日 薩摩川内市 | 薩摩川内市 |
| 南伊佐郡 | 南伊佐郡 大村     | 明治29年3月29日 編入 大村     | 大村                         | 大村                         | 昭和24年2月1日 中津川村         | 昭和29年12月1日 編入 薩摩町     | 薩摩町                       | 薩摩町                       | 平成17年3月22日 さつま町    | さつま町   |
| 南伊佐郡 | 南伊佐郡 永野村   | 明治29年3月29日 編入 永野村   | 永野村                       | 永野村                       | 永野村                          | 昭和29年12月1日 編入 薩摩町     | 薩摩町                       | 薩摩町                       | 平成17年3月22日 さつま町    | さつま町   |
| 南伊佐郡 | 南伊佐郡 宮之城村 | 明治29年3月29日 編入 宮之城村 | 大正8年7月1日 町制 宮之城町  | 大正11年4月1日 求名村        | 求名村                          | 昭和29年12月1日 編入 薩摩町     | 薩摩町                       | 薩摩町                       | 平成17年3月22日 さつま町    | さつま町   |
| 南伊佐郡 | 南伊佐郡 宮之城村 | 明治29年3月29日 編入 宮之城村 | 大正8年7月1日 町制 宮之城町  | 宮之城町                     | 宮之城町                        | 宮之城町                        | 昭和30年4月1日 宮之城町      | 昭和30年4月1日 宮之城町      | 平成17年3月22日 さつま町    | さつま町   |
| 南伊佐郡 | 南伊佐郡 佐志村   | 明治29年3月29日 編入 佐志村   | 佐志村                       | 佐志村                       | 昭和29年10月15日 宮之城町に編入 | 昭和29年10月15日 宮之城町に編入 | 昭和30年4月1日 宮之城町      | 昭和30年4月1日 宮之城町      | 平成17年3月22日 さつま町    | さつま町   |
| 南伊佐郡 | 南伊佐郡 山崎村   | 明治29年3月29日 編入 山崎村   | 山崎村                       | 山崎村                       | 昭和28年11月3日 町制 山崎町     | 昭和28年11月3日 町制 山崎町     | 昭和30年4月1日 宮之城町      | 昭和30年4月1日 宮之城町      | 平成17年3月22日 さつま町    | さつま町   |
| 南伊佐郡 | 南伊佐郡 鶴田村   | 明治29年3月29日 編入 鶴田村   | 鶴田村                       | 鶴田村                       | 鶴田村                          | 鶴田村                          | 昭和38年4月1日 町制 鶴田町   | 昭和38年4月1日 町制 鶴田町   | 平成17年3月22日 さつま町    | さつま町   |

## 行政
歴代郡長
| 代 | 氏名     | 就任年月日               | 退任年月日                | 備考                 |
| -- | -------- | ------------------------ | ------------------------- | -------------------- |
| 1  |          | 明治30年（1897年）4月1日 |                           |                      |
|    | 郡山軍助 |                          | 明治44年（1911年）2月4日  | 在任中に死去         |
|    |          |                          | 大正15年（1926年）6月30日 | 郡役所廃止により廃官 |